# Saint-Amand-en-Puisaye
Saint-Amand-en-Puisaye is een gemeente in het Franse departement Nièvre (regio Bourgogne-Franche-Comté). De plaats maakt deel uit van het arrondissement Cosne-Cours-sur-Loire. Saint-Amand-en-Puisaye telde op 1 januari 2022 1.211 inwoners.

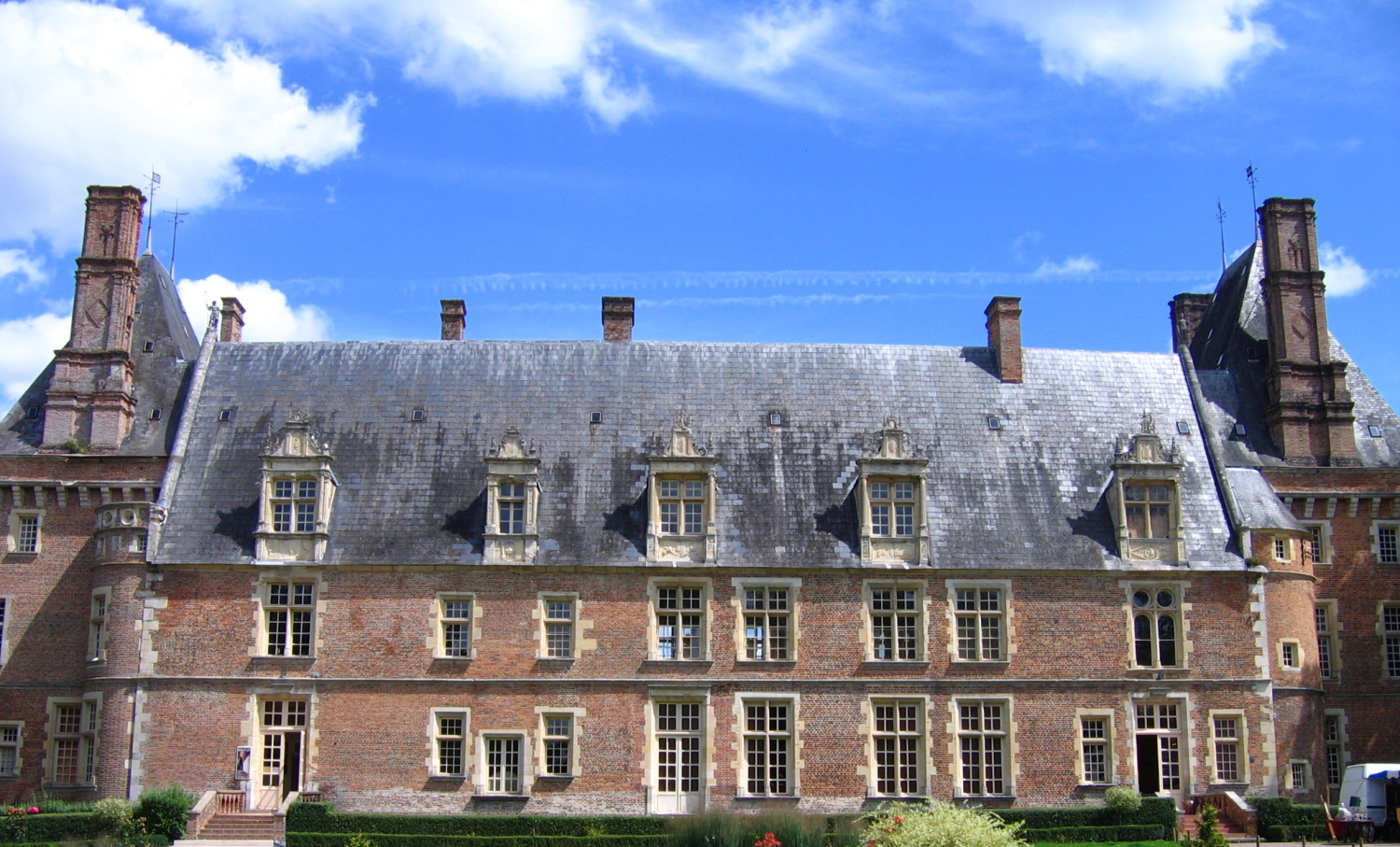
Kasteel van Saint-Amand-en-Puisaye
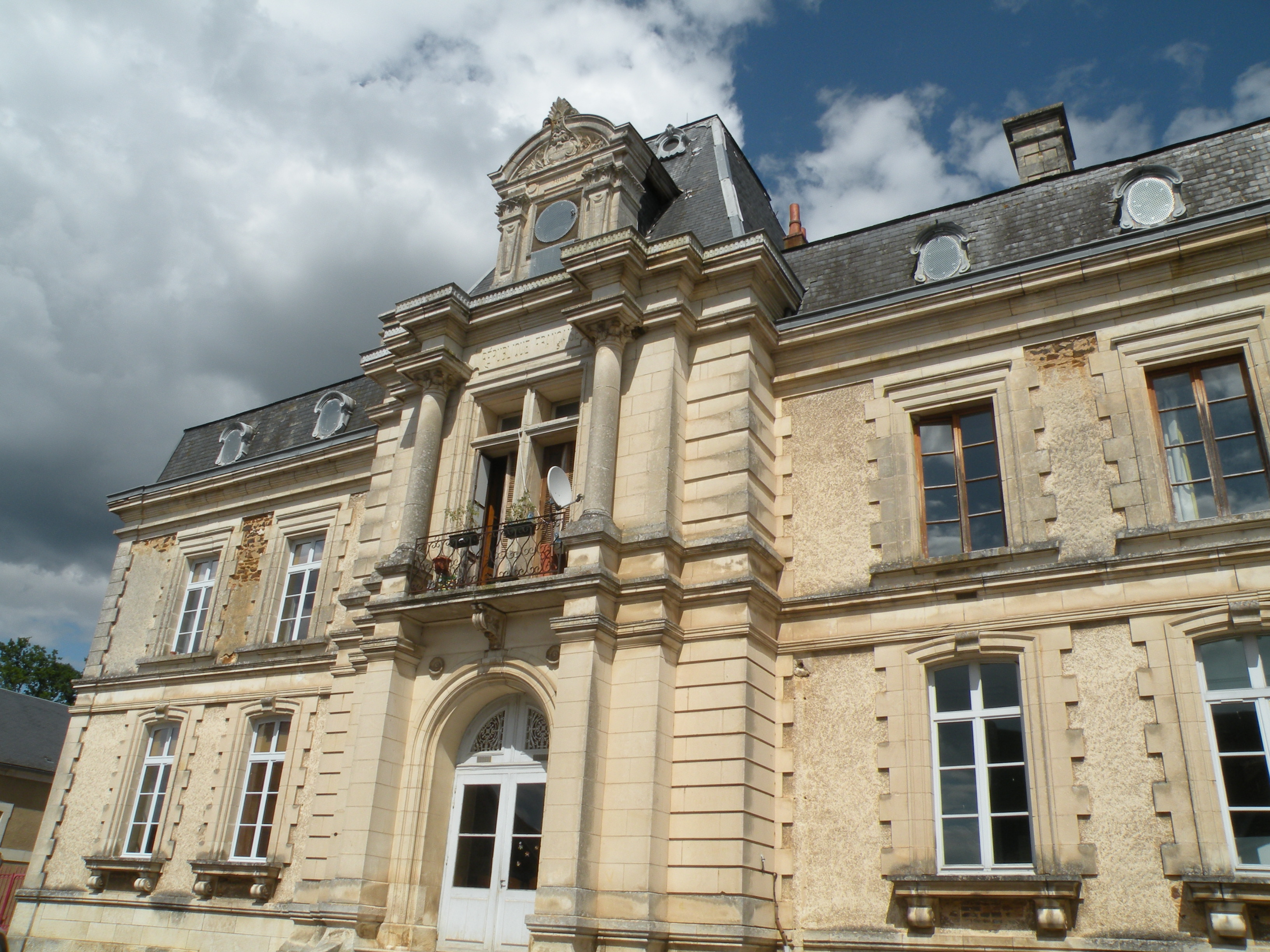
School van Saint-Amand-en-Puisaye

## Geografie
De oppervlakte van Saint-Amand-en-Puisaye bedroeg op 1 januari 2022 41,51 vierkante kilometer; de bevolkingsdichtheid was toen 29,2 inwoners per km².

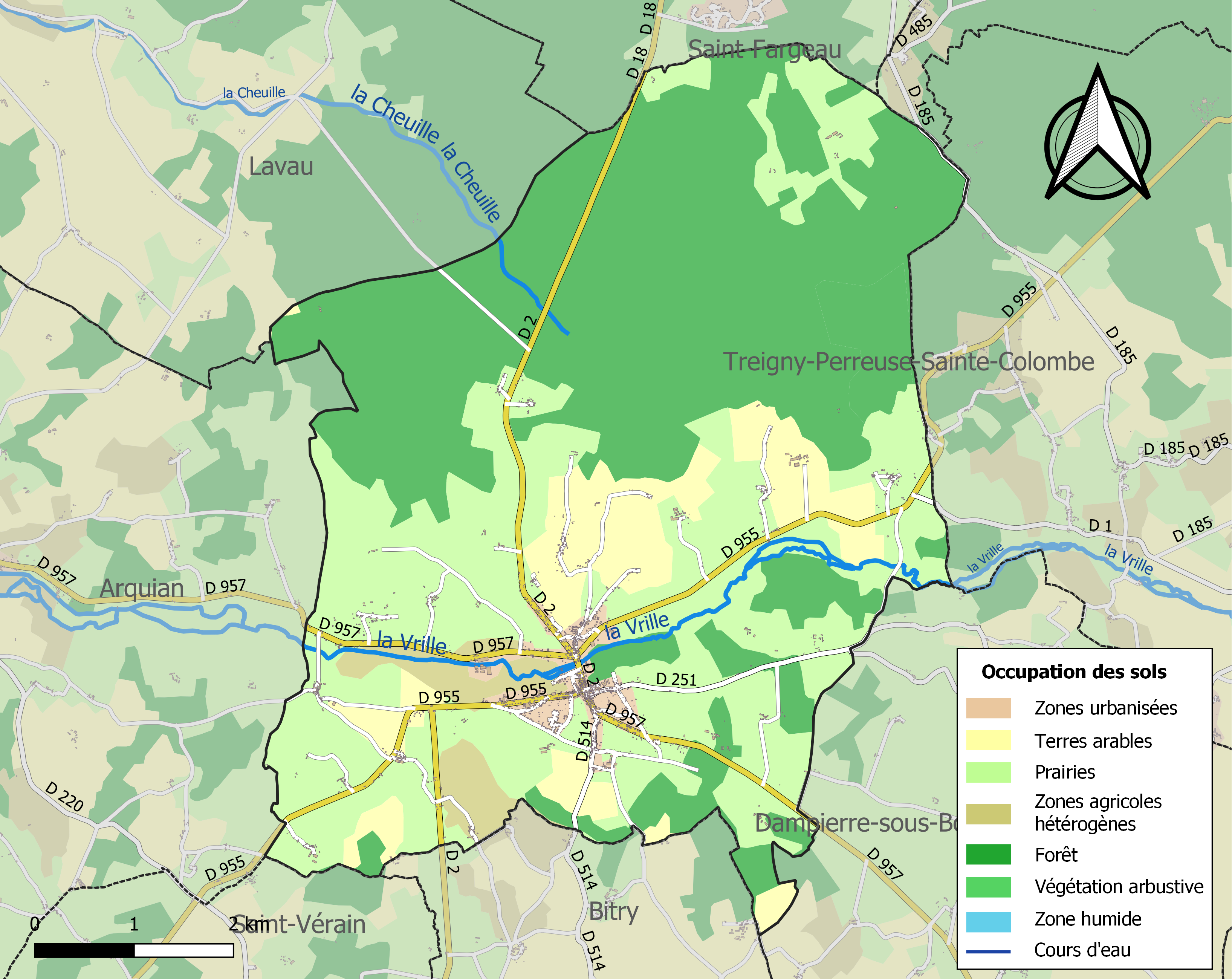
Kaart van de gemeente met de belangrijkste infrastructuur, bodemgebruik en omliggende gemeenten

## Demografie
Onderstaande figuur toont het verloop van het inwonertal (bron: INSEE-tellingen).